# Automatic Colt Pistol

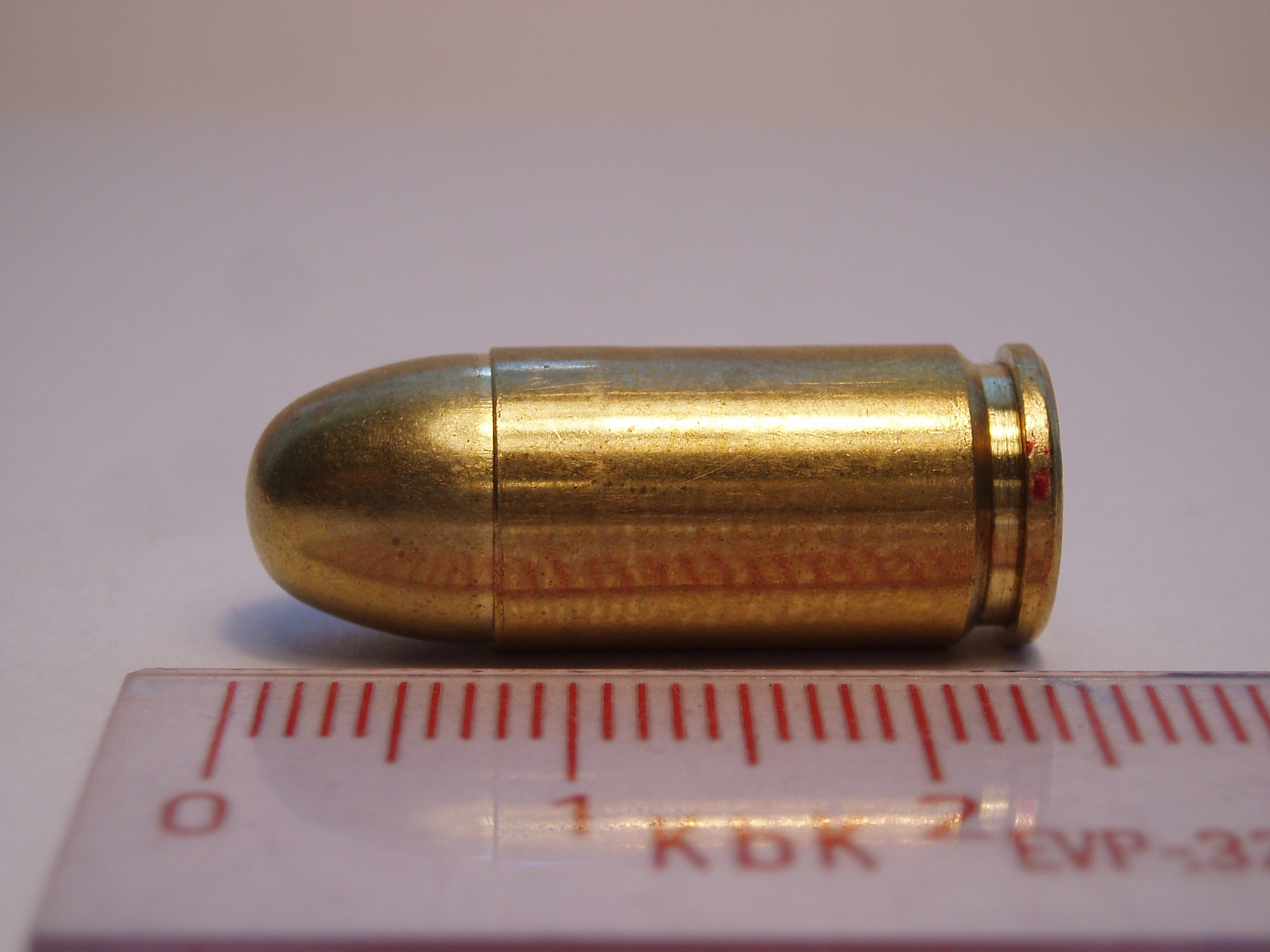
Cartucho .380 ACP "sem aro".

Automatic Colt Pistol (ACP) é a designação em inglês para vários cartuchos projetados por John Browning muito utilizados em pistolas semiautomáticas da Colt e da Fabrique Nationale de Herstal. 
Todos esses cartuchos têm o formato de cilindros regulares e parecem similares. O .25 ACP, o .32 ACP e o .38 ACP usam estojos com "semi-aro" que é a trava o cartucho, enquanto no .380 ACP e no .45 ACP, a trava do cartucho é a "boca" do estojo.

## Cartuchos ACP

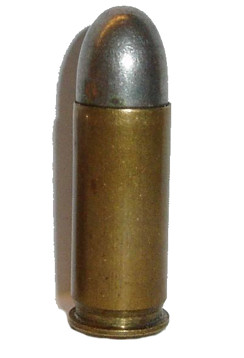
Cartucho .38 ACP "semi-aro".

- .25 ACP (6.35 × 16 mm) – 1905[3]
- .32 ACP (7.65 × 17 mm) – 1899[3]
- .380 ACP (9 x 17 mm) – 1908[3]
- .38 ACP (9 × 23) – 1900;[3] suplantado pelo .38 Super (1928/29)[4]
- .45 ACP (11.43 × 23) – 1905[3]

## Histórico
A Colt fabricou várias pistolas semiautomáticas. A primeira foi a Colt M1900 fabricada entre 1900 e 1902, exclusivamente para o .38 ACP. A Colt Model 1903 Pocket Hammer foi fabricada para o mesmo .38 ACP de 1902 a 1928. A pistola militar Colt M1905 foi fabricada para o .45 ACP de 1905 a 1912. A M1905 foi substituída pela M1911 que permaneceu em produção até 1970. A Colt Model 1903 Pocket Hammerless foi fabricada para o .32 ACP de 1903 a 1941, e como o modelo 1908 para o .380 ACP de 1908 a 1941. A Colt Model 1908 Vest Pocket foi fabricada para o .25 ACP de 1908 a 1941.